# Régi(j)óvilág
A Régi(j)óvilág Temesváron negyedévente megjelenő regionális honismereti szemle.

## Alapítása
A folyóiratot a temesvári Szórvány Alapítvány hozta létre 2006-ban.

## Célja
A régiós identitás erősítése a honismeret, helytörténet segítségével a Bánság területén.

## Rovatai
Arcél, Jelenlét, Látlelet, Hídverő, Batyu, Tanoda, Kármentő, Kilátó, Régi(j)óízek, Emberközelben, Lajstrom

## Szerkesztőség
Szerkesztő: Illés Mihály
Szerkesztőtanács: Bodó Barna, Illés Mihály, Miklósik Ilona, Szekernyés János, Ujj János, Stevan Bugarski
A szerkesztőség címe: 300593 Temesvár, Putna u. 7.
Elérhetősége: tel: +40/356-446-516, drótposta: diasporatm@rdstm.ro, honlap: www.diasporatm.ro

## Az eddigi számok kiemelt témái
- 2006/1. – 1956 a térségben
- 2007/1. – Klapka György
- 2007/2. – Vasút a Temesközben
- 2007/3. – Bolyai János
- 2007/4. – Szeged
- 2008/1. – A Hunyadiak és a reneszánsz
- 2008/2. – "Szeretlek színház" (Juhász Gyula)
- 2008/3-4. – Kós Károly
- 2009/1. – Radnóti Miklós
- 2009/2. – Temesvár különszám
- 2009/3-4. – 2009: A magyar nyelv éve
- 2010/1-2. – Temesvár ostroma és öröksége
- 2010/3. – Trianon és Közép-Kelet-Európa
- 2010/4. – Arad különszám
- 2011/1. – 200 éve született Liszt Ferenc
- 2011/2. – Civil tükör
- 2012 – Tehetség, érték - régió
- 2013 – 20 éves a Szórvány Alapítvány
- 2015/1.– Bánsági sajtótörténet[1]
- 2015/2.– Bánsági oktatástörténet[2]
- 2016/1. – Bánsági várak, kastélyok, kúriák[3]

## Külső hivatkozások
- Szórvány Alapítvány
- Magyar-magyar platform
- Nyugati Jelen